# Saint-Julien-Vocance
Saint-Julien-Vocance – miejscowość i gmina we Francji, w regionie Owernia-Rodan-Alpy, w departamencie Ardèche.
Według danych na rok 1990 gminę zamieszkiwało 245 osób, a gęstość zaludnienia wynosiła 9 osób/km² (wśród 2880 gmin regionu Rodan-Alpy Saint-Julien-Vocance plasuje się na 1383. miejscu pod względem liczby ludności, natomiast pod względem powierzchni na miejscu 278.).